# El encanto del águila
El encanto del águila és una sèrie de televisió mexicana basada en la història de Mèxic, elaborada sota la producció de Bernardo Gómez, Leopoldo Gómez i Pedro Torres i dirigida per Mafer Suárez i Gerardo Tort.
És una sèrie de Televisa i El Mall en la qual a través de 13 capítols relata els esdeveniments que van marcar l'època de la Revolució Mexicana.
Es va filmar de maig a setembre de l'any 2011 i comprèn el període històric de 1910 a 1928. Donant a conèixer diversos moments memorables de la revolució mexicana, així mateix dona a conèixer les accions que van dur a terme personatges importants de la revolució com Emiliano Zapata, Pancho Villa i Venustiano Carranza.

## Repartiment
- Ignacio López Tarso com Porfirio Díaz
- Cecilia Suárez com Carmen Romero Rubio, esposa de Don Porfirio
- Juan Carlos Colombo com José Yves Limantour, Secretari d'Hisenda de Don Porfirio
- Gerardo Trejoluna com el Presidente Francisco I. Madero
- Andrés Montiel com Gustavo A. Madero, germà de Francisco I. Madero
- Blanca Loaría com Sara Pérez, esposa de Don Francisco I. Madero
- Mario Zaragoza com el General Victoriano Huerta, que traicionó a Madero
- Enrique Arreola com el Vicepresident José María Pino Suárez
- Ari Brickman com el ambaixador Henry Lane Wilson
- Alfonso Herrera com Aquiles Serdán
- Irene Azuela com María del Carmen Serdán, germana de Aquiles Serdán
- Alexander Holtmann com Second Lt. Charles Copp
- Mauricio Issac com Máximo Serdán
- Enoc Leaño com General Francisco Villa
- Arturo Barba com General Pascual Orozco
- Gustavo Sánchez Parra com General Felipe Ángeles
- Emilio Echevarría com Venustiano Carranza
- Tenoch Huerta com General Emiliano Zapata
- Antonio de la Vega com Pablo González
- Tizoc Arroyo com Secundino
- Teresa Ruiz com Xacinta, esposa de Emiliano Zapata
- Carlos Corona com el General Álvaro Obregón
- Damián Alcázar com el President Plutarco Elías Calles
- Rami Martínez  com Adolfo de la Huerta
- Erando González com Manuel Mondragón
- Juan Ignacio Aranda com Félix Díaz
- Justo Martínez com el General Aureliano Blanquet
- Armando Hernandéz com El General Lázaro Cárdenas
- Antonio Muñiz com General Francisco Murguía
- Luis Fernando Peña com Genovevo de la O
- Rodolfo Nevares com Félix Fulgencio Palavicini
- Ana Bertha Espín com Mercedes González Treviño, mare de Don Francisco I. Madero
- Joaquín Garrido com Bernardo Reyes
- Juan Ríos com Amado Aguirre
- Alejandro Belmonte
- Carlos Cámara Jr. com Enrique Creel Cuilty, Secretari de Relacions Exteriors de Don Porfirio
- Tomás Rojas com Rafael Chousal el Secretari Particular de Don Porfirio Díaz
- Juan Carlos Serrán com el Vicepresident Ramón Corral
- Juan Carlos Barreto com el General Manuel González
- Marco Antonio Aguirre com Julio Peña, secretari de Don Francisco I. Madero
- Pavel Cabrera com Juan Sánchez Azcona, secretari particular del Don Francisco I. Madero que participa en l'elaboració del Plan de San Luis
- David Medel com el Lic. Federico González Garza, qui acompanya Madero a San Antonio, Texas
- Tomás Owen com l'agent de migració que surt quan Madero marxa als Estats Units
- Enrique Marín con el diputat tabasqueny Rafael Martínez de Escobar
- Miguel Loyo com Roque Estrada Reynoso, promotor amb Madero del Club Antirreeleccionista de México
- Tomás Guzmán com el Sargent que intervé al míting de Madero a l'inici del Capítol 1
- Eduardo Javkin com James Creelman, reporter amarillista que va entrevistar Porfirio Díaz en març de 1908
- Carlos Díaz com Luis Cabrera Lobato
- César Evora com Manuel Márquez Sterling, ambaixador de Cuba
- Carlos Rangel com Salvador Alvarado
- Cecilia Toussaint
- Jorge de los Reyes com el general Rodolfo Fierro.

## Guionistes
- Cap de guionistes: Carlos Pascual
  - Caitlin Irwin
  - Ximena Escalante
  - Alejandro Mendoza.

## Historiadors consultats
- Felipe Ávila
- Antonio Saborit
- Úrsula Camba
- Carlos Alfredo.

## Capítols
| Capítol | Títol                            | Data de transmissió              | Sinopsi |
| ------- | -------------------------------- | -------------------------------- | --- |
| 01      | El Principio del Fin             | Dimarts 15 de novembre de 2011   | En el marc de les celebracions del Centenari de la Independència, Porfirio Díaz busca la seva setena reelecció. El principal opositor, Francisco I. Madero, és detingut abans de l'elecció. La seva família sol·licita la intervenció del Ministre d'Hisenda, José Yves Limantour, qui s'entrevista amb Madero a la presó de San Luis Potosí. Tots dos defensen apassionadament la seva opinió sobre el govern del Porfirio Díaz. Després de l'entrevista, Madero deixa la presó i escapa amb tren als Estats Units. Allí, llança el Pla de San Luis i convoca a un aixecament armat contra Porfirio Díaz. |
| 02      | Los Mártires de Puebla           | Dimecres 16 de novembre de 2011  | Els Germans Serdán es preparen per a l'aixecament armat a Puebla, tal com el demanés Madero per al 20 de novembre de 1910, però és descobert i la policia va a la seva casa per a confiscar les armes i capturar-lo per traïció, no obstant això, oposa una feroç resistència i cauen abatuts Máximo Serdán i Aquiles Serdán entre el 18 de novembre i 19 de novembre de 1910. La seva germana María del Carmen Serdán és enviada a presó ferida. Amb aquest fet es va donar principi a la lluita armada i llançant els primers màrtirs de milers que deixaria la Revolució. |
| 03      | El Adiós del Dictador            | Dijous 17 de novembre de 2011    | Comença la lluita armada, en el nord General Vila pren Ciudad Juárez. Madero nomena ministre de Guerra a Venustiano Carranza, davant el disgust de Villa, roman fidel a Madero i se sotmet a les seves ordres. En veure's acorralat per diversos fronts i veure la retirada del suport dels Estats Units, Porfirio Díaz es trasllada a Veracruz d'on és bandejat per no tornar mai més a trepitjar terra mexicana. En tan sols sis mesos Madero va aconseguir enderrocar al dictador. |
| 04      | La Traición de los Herejes       | Divendres 18 de novembre de 2011 | Manuel Mondragón i Félix Díaz alliberen de la presó Bernardo Reyes i intenten donar un cop d'estat, però són repel·lits pel Gral. Lauro Villar i mor en la retirada Bernardo Reyes, però deixen ferit Lauro Villar. Mondragón i Díaz es van refugiar en una fàbrica d'artilleria coneguda com La Ciudadela. Madero en un greu error nomena Victoriano Huerta nou Cap Militar, aquest el traeix i comença l'anomenada Desena Tràgica. El 18 de febrer és capturat Gustavo Madero germà i principal assessor del President Francesc I. Madero. |
| 05      | El Apóstol Sacrificado           | Dilluns 21 de novembre de 2011   | El President Madero i el Vicepresident són capturats pel traïdor Huerta i obligats a renunciar. Movent els fils juntament amb l'ambaixador americà Huerta és nomenat president provisional de l'Estat Mexicà, ja en el poder Huerta ordena l'assassinat de Madero i Pino Suárez aplicant-los l'anomenada llei de fugues en l'anomenada Desena Tràgica. |
| 06      | Un Chacal en Palacio             | Dimarts 22 de novembre de 2011   | El General Venustiano Carranza s'autoanomena Cap Suprem Revolucionari davant el disgust del Gral. Felipe Ángeles i el Gral. Villa, i els ordena rotundament que no ataquin Zacatecas. Mentrestant al Port de Veracruz queden sota custòdia marines americans que van trepitjar sòl mexicà sense autorització per ordres de l'usurpador Huerta; això fa que el President Americà autoritzi la invasió a Mèxic via Port de Veracruz. En veure's l'usurpador Huerta acorralat, al nord per Villa, al sud per Zapata i aprofitant la invasió americana demana a tots els Caps revolucionaris ajuda per a defensar a Mèxic de la invasió, cosa que tots rebutgen i aconsegueixen la renúncia finalment de l'usurpador Huerta. |
| 07      | Una Victoria que Divide          | Dimecres 23 de novembre de 2011  | El General Obregón va on el General Vila per a convèncer-lo que anés a la Convenció d'Aguascalientes, va estar a punt d'afusellar-lo, però finalment accepta la invitació. Ja en la convenció d'Aguascalientes s'alia amb Emiliano Zapata i desconeixen el govern de Carranza. Carranza desconeix els acords de la convenció d'Aguascalientes i s'allista per a combatre Villa i Zapata. |
| 08      | La Silla Incómoda                | Dijous 24 de novembre de 2011    | Després de la convenció d'Aguascalientes Villa convida Zapata a entrar junts a la Ciutat de Mèxic, amb l'exèrcit de Venustiano replegat a Veracruz ningú li ho impedeix, però cap dels dos accepta càrrecs públics, mentrestant Carranza juntament amb Obregón planegen l'estratègia per a reprendre el poder. |
| 09      | Las Batallas Fratricidas         | Divendres 25 de novembre de 2011 | Les batalles entre el General Obregón i Francisco Villa costen moltes vides en ambdós costats, es decidia la permanència de Carranza en el poder, finalment a un cost molt elevat emportant-se milers de vides i constant-li a Obregón la pèrdua del seu braç dret, guanyen els Constitucionalistes. Amb la derrota de Villa, Zapata sap que el següent blanc seria ell i es refugia a la serralada del sud. |
| 10      | La Refundación de la República   | Dilluns 28 de novembre de 2011   | A la fi de 1916 comencen els treballs per a la discussió del que serà la nova Constitució de Mèxic, però en el congrés no es posen d'acord els diputats, finalment els articles 3, 27, 123 d'educació, tinença de la terra i del treball entre altres són votats i aprovats el 5 de febrer de 1917. |
| 11      | De la Constitución a la Rebelión | Dimarts 29 de novembre de 2011   | El Congrés convoca a eleccions. Carranza guanya i assumeix la presidència el gener de 1918. El govern enfronta un cúmul de problemes: una crisi econòmica provocada per set anys de guerra revolucionària, constants aixecaments armats de Villa i Zapata, un conflicte diplomàtic amb els Estats Units. Es consumeix la traïció i assassinat contra Emiliano Zapata, a Chinameca, Morelos. Amb la convicció que no existeixi a Mèxic un president militar, Carranza designa Ignacio Bonillas com a candidat presidencial, la qual cosa provoca que el grup pròxim a Álvaro Obregón llanci el Pla d'Agua Prieta que desconeix Carranza com a president i nomena en el seu lloc Adolfo de la Huerta. La rebel·lió militar obliga Carranza a abandonar una altra vegada la capital rumb al port de Veracruz, en el trajecte és assassinat. |
| 12      | La Imposición del Caudillo       | Dimecres 30 de novembre de 2011  | Álvaro Obregón guanya les eleccions de 1920. La seva presidència destaca per la reconstrucció de la infraestructura afectada per la guerra, per renegociar el deute extern i per obtenir el reconeixement del govern estatunidenc. En acostar-se la fi del seu mandat, el grup pròxim a Obregón es divideix per la disputa pel poder quan Adolfo de la Huerta intenta succeir-lo. Des del seu retir, Villa concedeix una entrevista, que és interpretada com un intent de tornar a la política en suport a la candidatura d'Adolfo de la Huerta, i és assassinat el 20 de juliol de 1923, a Parral, Chihuahua. Davant el llançament de la candidatura de Plutarco Elías Calles, De la Huerta encapçala una rebel·lió militar contra Obregón. Alçament armat que fracassa i obliga de la Huerta a abandonar el país. |
| 13      | El Último Caudillo               | Dijous 1 de desembre de 2011     | Derrotada la rebel·lió delahuertista, Plutarco Elías Calles guanya les eleccions en 1924. El seu període es veu marcat per dues guerres; el xoc amb l'església catòlica, que deslliga la Guerra Cristera i la disputa pel poder, després de les eleccions presidencials. Calles enfronta un conflicte armat amb l'església catòlica per limitar el culte, que deixa un saldo de prop de 70 mil morts sobretot en l'occident i centre del país. Reforma la Constitució per a permetre la reelecció presidencial d'Obregón, qui torna del seu retir per a començar la seva campanya presidencial. Cristeros i antireeleccionistes s'oposen a la seva candidatura. Obregón sofreix un atemptat perpetrat pels Cristeros. Calles endureix la seva postura contra l'Església. Obregón, guanya àmpliament les eleccions l'1 de juliol de 1928. Dues setmanes després, és assassinat per un militant cristero; José León Toral. En el seu últim informe de govern, Plutarco Elías Calles declara que amb la mort d'Obregón acaba l'etapa de cabdills comença la de les institucions. |

## Premis TVyNovelas
| Any  | Categoria                 | Persona      | Resultat     |
| ---- | ------------------------- | ------------ | ------------ |
| 2012 | Millor sèrie feta a Mèxic | Gustavo Loza | Guanyadora * |

Nota: La sèrie va empatar amb Los héroes del norte.